# Kurtenbach (Lindlar)
Kurtenbach ist ein Ort in der Gemeinde Lindlar, Oberbergischer Kreis im Regierungsbezirk Köln in Nordrhein-Westfalen (Deutschland). 

## Lage und Beschreibung
Kurtenbach liegt im Nordwesten von Lindlar an der Grenze zum Stadtgebiet von Wipperfürth, im Tal des in die Lindlarer Sülz mündenden Ommerbaches. Nachbarorte sind Obersteinbach, Mittelsteinbach, Oberbreidenbach, Spich, Kaufmannsommer und der zu Wipperfürth gehörende Ort Ommerborn.

## Geschichte
1435 wird der Ort erstmals mit der Bezeichnung „Curtenbech“ genannt.

## Busverbindungen
Die nächstgelegene Bushaltestelle der Linie 335 (OVAG) befindet sich im südlich von Kurtenbach gelegenen Ort Untersülze.